# Kátai Zoltán (énekmondó)
Kátai Zoltán (Mosonmagyaróvár, 1954. november 3. – 2020. november 6.) Kossuth-díjas magyar énekmondó, népzenész.

## Élete
„Gyermekkoromban kezdett, különböző zenei stúdiumok után 1983 óta hivatásszerűen zenélek, énekelek, 11 évet töltöttem a Mákvirág népzenei együttesben. Velük a nagyvilágot, Dinnyés Józseffel Magyarországot jártam; muzsikáltam Kecskés Andrással, Kobzos Kiss Tamással. A zenén keresztül jó barátságba kerültem Sebő Ferenccel, Cseh Tamással, a Kaláka együttessel, verséneklőkkel, utcaszínházi csepűrágókkal, népzenészekkel és néhány fiatal énekmondóval.”
Gyermekkorában zongorázni tanult, majd ének szakra járt a szombathelyi tanárképzőbe, 1977-ben, az első táncházzenész-képző tanfolyam végére, az utolsó félévre beiratkozott a nagybőgőn tanulók közé, ahol  egy félévig Hamar Dánielhez (a Muzsikás együttes nagybőgőséhez) járt tanulni. 1983 és 1994 között a Mákvirág együttes tagja volt.
„Az énekmondó titulust én találtam ki, bár sokan tulajdonítják magukénak. 1983-ban úgy érkeztem Pestre, hogy az akkor már kedves barátom, Dinnyés József azt mondta, ne törődjek a lakással, lakhatok nála. Még abban az évben  Szegedre, talán ifjúsági napokra kapott meghívást Dinnyés, és – mi sem egyszerűbb, természetesen – vitt magával. A plakátra kellett egy megnevezés. Jóska volt a daltulajdonos, amit egyébként meg ő talált ki, ez rendben is volt. A Dinnyésnél töltött napok alatt Tinódi Krónikáját olvasgattam, és éppen a Dávid király és Góliát küzdelmét megörökítő éneknél jártam. Ebben van egy strófa, ami úgy végződik, hogy énekmondással dicsérjétek az urat. No, ez ugrott be, s a plakátra azt írattam a nevem alá, énekmondó. Hát, így lettem énekmondó.”

## Diszkográfia
- Muzsikáló Erato, 1999
- Magiar História, magánkiadás, 2002
- Magyar Énekmondók – Többrendbeli Énekek, magánkiadás, 2002
- Kátai Zoltán & Róka Szabolcs: Boriváshoz való. B.K.L. Kiadó, Szombathely, 2003
- Kátai krónika; ill. Jankovics Marcell; Helikon, Bp., 2005 (Hangzó Helikon) + CD
- Wathay Ferenc énekei. Gryllus kiadó, 2007
- „Elindula József...” Énekek Adventtől Vízkeresztig Kátai Zoltán előadásában, 2012
- „... aki a Hazáért Győztes” Bocskai István emlékezete, 2014
- "Viadalhelyeken véressen, sebessen...",  2018
- "Ditsérjétek Istent...", 2018

## Díjai, elismerései
- Artisjus díj (2005)
- Tinódi Lant díj (2006)
- Párhuzamos Kultúráért díj (2014)[3]
- Magyar Ezüst Érdemkereszt (2016)
- Kossuth-díj (2019)